# Suore di San Giuseppe di Pittsburgh
Le Suore di San Giuseppe, di Pittsburgh (in inglese Sisters of St. Joseph of Pittsburgh; sigla C.S.J.), sono un istituto religioso femminile di diritto pontificio.

## Storia
La congregazione si riallaccia alla fondazione fatta a Le Puy-en-Velay dal sacerdote gesuita Jean-Pierre Médaille.
Nel 1869 una comunità di suore di San Giuseppe proveniente da Brentwood e guidata da madre Austin O'Keane, su invito del vescovo di Pittsburgh Miguel Domenec, si stabilì a Ebensburg, dove il sacerdote Richard C. Christy aveva eretto una chiesa e un convento.
La prima superiora generale, Mary Burke, fu eletta nel 1880. Nel 1902 la casa-madre fu trasferita a Baden.
La congregazione fu riconosciuta come istituto di diritto pontificio il 26 aprile 1948.

## Attività e diffusione
Le suore svolgono il loro apostolato in scuole, centri catechistici, ospedali e missioni.
Oltre che negli Stati Uniti d'America, sono presenti in Brasile; la sede generalizia è a Baden, in Pennsylvania.
Alla fine del 2015 l'istituto contava 181 religiose in 23 case.